# レモン・トゥリー
「レモン・トゥリー」（Lemon Tree）は、ウィル・ホルトが1950年代後半に書いたフォークソング。ピーター・ポール&マリーのデビュー・シングルとして知られる。邦題の表記はワーナーミュージック・ジャパンの公式サイトに拠る。

## 概要
本作品は「Meu limão, meu limoeiro」というブラジルのフォークソングをもとにして書かれた。同曲は1937年に José Carlos Burle によって編曲され、ジョージ・フェルナンデスが同年のシングルで発表した。
ウィル・ホルトは1961年にドリー・ジョナとデュエット・アルバム『On the Brink』を発表。その中でも歌っている。同年6月、キングストン・トリオが『Goin' Places』の中でカバー。
1962年4月、ピーター・ポール&マリーがデビュー・シングルとして発表した。B面は「アーリー・イン・ザ・モーニング」。同年6月9日付のビルボード・Hot 100で35位を記録した。ビルボードのミドル・ロード・シングルズ・チャートで12位を記録。全米アルバム・チャート1位を記録したファースト・アルバム『Peter, Paul and Mary』に収録された。
1965年、トリニ・ロペスのカバー・バージョンがヒット。同年2月20日付のビルボード・Hot 100で20位を記録。ミドル・ロード・シングルズ・チャートにおいては2位を記録した。

## その他のバージョン
- チャド&ジェレミー - 1963年のシングル「Yesterday's Gone」のB面。
- ウェイラーズ - 1960年代半ば、スタジオ・ワン時代に録音。2000年のコンピレーション・アルバム『Climb The Ladder』に収録。
- インプレッションズ - 1964年のアルバム『The Never Ending Impressions』に収録。
- ザ・シーカーズ - 1964年のアルバム『The Seekers』に収録。
- サンディ・ショー - 1965年のアルバム『Sandie』に収録。
- ロジャー・ウィテッカー - 1967年のアルバム『Dynamic!』に収録。
- ウィルソン・シモナル - 1967年のアルバム『Nova Dimensao em Bossa Nova Vol.5 – El Limonero』に収録。ポルトガル語詞。タイトルは「Meu Limão, Meu Limoeiro」。
- ジョニー・ライマー - 1968年のシングル。デンマーク語詞。タイトルは「De violer du plukker」。
- ベッツィ&クリス - 1971年のアルバム『フォーク・アルバム第2集』に収録[7]。